# ディフェンス (アイスホッケー)
アイスホッケーにおけるディフェンス（英語: defense）とは、ポジションのうち相手チームに向かって中央に位置する2つのものの総称である（これに対し、ディフェンスに該当しないポジションとしてフォワード、そしてゴーリー/ゴールキーパーがある）。
ディフェンスの体の向きの基本は、自軍のゴールに背を向けて相手側に向き合うもので、敵陣から自陣へ引く時も体の向きを変えないようにバックスケーティングができることが必須の技術である。
ディフェンスの選手はフォワードの選手よりやや長めのスティックを使っているため、遠い位置にあるパックを引っ掛けて奪い取るのには適しているが、スナップショットなど機敏なシュートを放つのには向いていない。しかし、ルール上もゲーム上も、ディフェンスの選手がシュートを放つことに何の問題もない。
ライト・ディフェンス
2人のディフェンスのうち、右側に位置する選手。
レフト・ディフェンス
2人のディフェンスのうち、左側に位置する選手。